# スタッフォードシャー・ブル・テリア
スタッフォードシャー・ブル・テリアはイギリス原産の犬種。

## 歴史
19世紀のイギリスで牛いじめ（ブル・バイティング）や熊いじめ（ベア・バイティング）と呼ばれる犬と熊や牛を戦わせる人気のスポーツ用に改良されて作られた。オールド・イングリッシュ・ブルドッグとスムース・フォックス・テリア、ホワイト・イングリッシュ・テリア等の数種類のテリアを交配し生み出された犬種で、かつては単にブルドッグとテリアの交配種として他種と区別されずにブル・アンド・テリアと呼ばれていた。その他の呼称として、ピット・ドッグ、スタッフォードシャー・テリア、パッチド・ブルなどとも呼ばれていた。愛好家は非常に多く、闘犬としてだけでなく番犬としても飼育されていた。
1835年、イギリス政府の厳令により闘犬が廃止され、同時にザ・ケネルクラブに登録された。以後も一部の犬は違法なギャンブル闘犬として使われ続けたが、1920年代前半になると完全に闘犬から足を洗い、ペット及びショードッグとしてのみ使えるようにマンチェスター・テリアが交配され、体型が軽量化および性格面などの改良が行われ、徐々に攻撃的な気性が押さえられていった。改良は成功し、その結果ペット犬としてイギリスで広く飼育されるようになり、イギリス国内では違法な闘犬として使われることもほとんど無くなった。
イギリスでは常に登録数ベスト5に入る大人気犬種となっている。オーストラリア、ニュージーランドにも多く飼育される。
現在は世界中でペットやショードッグとして安定した人気を保っているが、日本ではあまり多く飼育されていない。とはいえ、毎年国内登録があり、常に登録頭数順位も高い。2009年度も国内登録が行われている（下の表を参考）。
1870年代に海を渡ってアメリカ合衆国へ輸出され、アメリカン・スタッフォードシャー・テリアの基礎も築いた。なお、アメリカン・スタッフォードシャー・テリアがショードッグとして転身する際に愛好家の間で摩擦が起き、闘犬として使い続けるように要望し、結果分離独立して誕生した犬種がアメリカン・ピット・ブル・テリアである。アイリッシュ・スタッフォードシャー・ブル・テリアはごく近年作出された犬種で、スタッフォードシャー・ブル・テリアが闘犬として使われる以前に持っていた「本来の姿」を取り戻すという目的で生み出された。

## 登録件数の推移
| 年   | 2011 | 2010 | 2009 | 2008 | 2007 | 2006 | 2005 | 2004 | 2003 | 2002 | 2001 | 2000 | 1999 |
| ---- | ---- | ---- | ---- | ---- | ---- | ---- | ---- | ---- | ---- | ---- | ---- | ---- | ---- |
| 頭数 | 44   | 45   | 59   | 81   | 74   | 81   | 96   | 58   | 41   | 36   | 26   | 21   | 5    |

※JKC犬種別犬籍登録頭数による。ただし登録されていない犬は含まれないためこの犬種の日本在住の正しい数ではない。

## 特徴
がっしりした骨太で筋肉質の体つきをしている。マズルは太く短く、アゴの力は強靭である。額には少ししわが寄っていて、耳は半立ち耳。脚は太く長く、尾は飾り毛のない垂れ尾。コートはショートコートで、毛色はホワイト・アンド・ブリンドルやブリンドル、レッド、フォーン、フォーン・アンド・ブリンドルなどさまざまである。体高36～41cm、体重11～17kgの中型犬で、性格は無邪気で陽気でかつ人懐こい。しかし、元闘犬のため興奮しやすく攻撃的な面も残っているので、しっかりとした訓練がないと飼育は難しい。運動量は多めで、活発に走り回ることが大好きである。

### サイズ
- 体高：14〜16インチ（35.56〜40.64cm）
- 体重：24〜38ポンド（10.88〜17.23kg）

### 毛色
レッド、フォーン、ブリンドル、ブラック、ブルー、ブラック&タン、レバー、及びそれらの色に白が加わったもの、ホワイト。レバーとブラック&タンは好ましくない。
レッド
茶褐色、または茶色の毛色の総称。
フォーン
淡褐色。個体により色の濃淡に幅がある。
ブラック
黒。
ブリンドル
黒褐色にそれより明るい褐色が混じった毛色、またはそれらの総称。個体によりブラックブリンドル、フォーンブリンドル、タイガーブリンドルなどと明記されるが、定義は明確ではない。
ブルー
青みがかったグレー。
パイド
上記の色と白の組み合わせ。
ブラック＆タン
黒地に目の上や頬、足先、胸に黄褐色のマーキングがある。好ましくないとされる。
レバー
透明感のある赤い毛色に、ダッドリーノーズと呼ばれるピンク色の鼻と眼瞼を持つ。目は金色。好ましくないとされる。

## 疾患
スタッフォードシャー・ブル・テリアに認められる疾患として、口蓋裂・口唇裂や白内障、緑内障、悪性腫瘍、関節炎、関節形成不全が挙げられる。
遺伝子検査、レントゲン診断で以下の疾患の有無が分かり、発症した犬またはキャリアの犬を繁殖しないことで確実に疾患を持った犬が減らせるため、繁殖前の健康診断・遺伝子検査が推奨される。
特にL-2-HGAとHCはこの犬種で特有に遺伝子検査が可能。
- ED : Elbow Displasia - 肘関節異形成症
- HD : Hip Dysplasia - 股関節形成不全
- PL : Patella Luxation - 膝蓋骨脱臼、パテラ
- L-2-HGA : L-2-hydroxyglutaric aciduria - 先天性脳神経症
- HC : Hereditary Cataract - 遺伝性白内障

## 画像

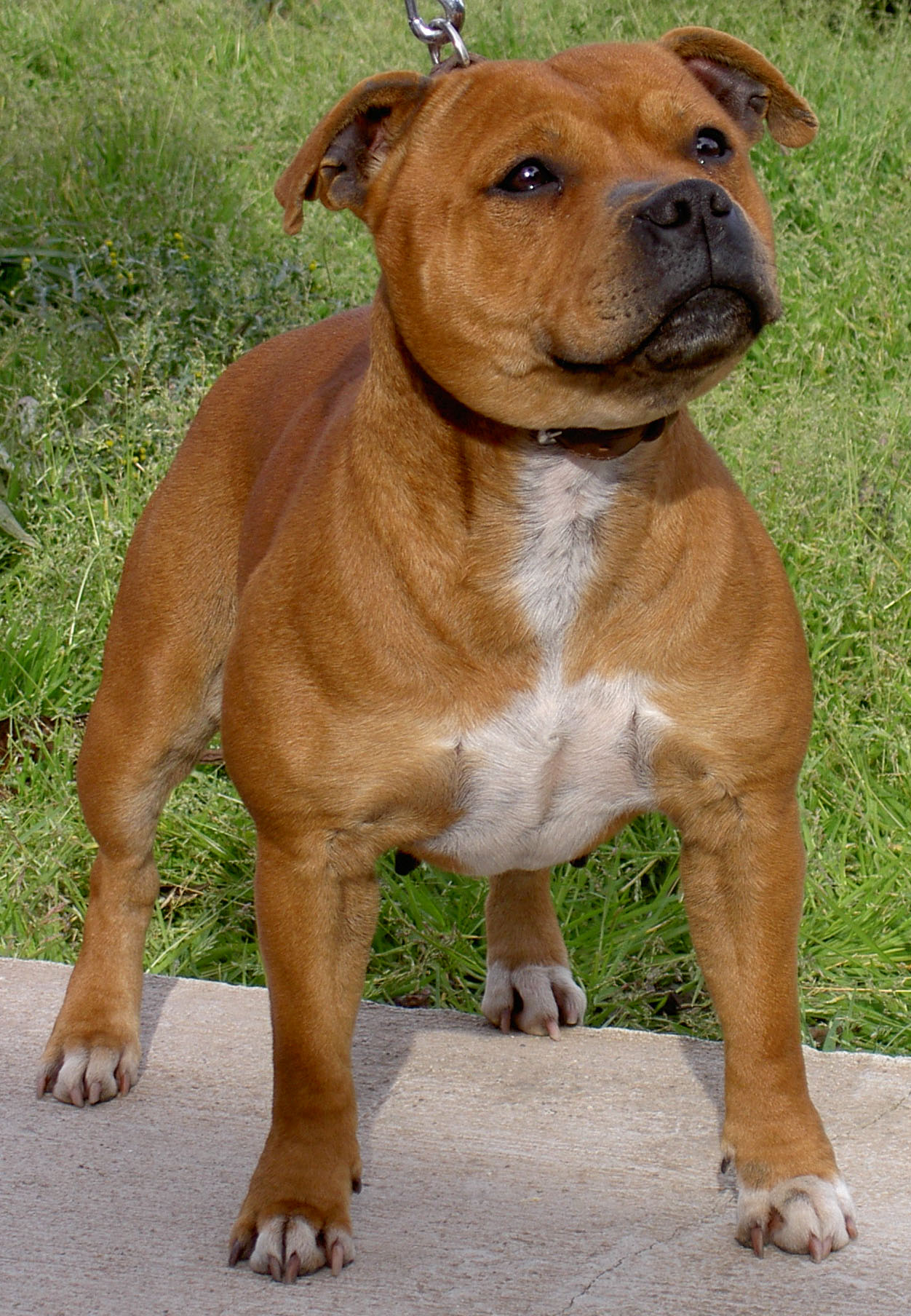
レッド
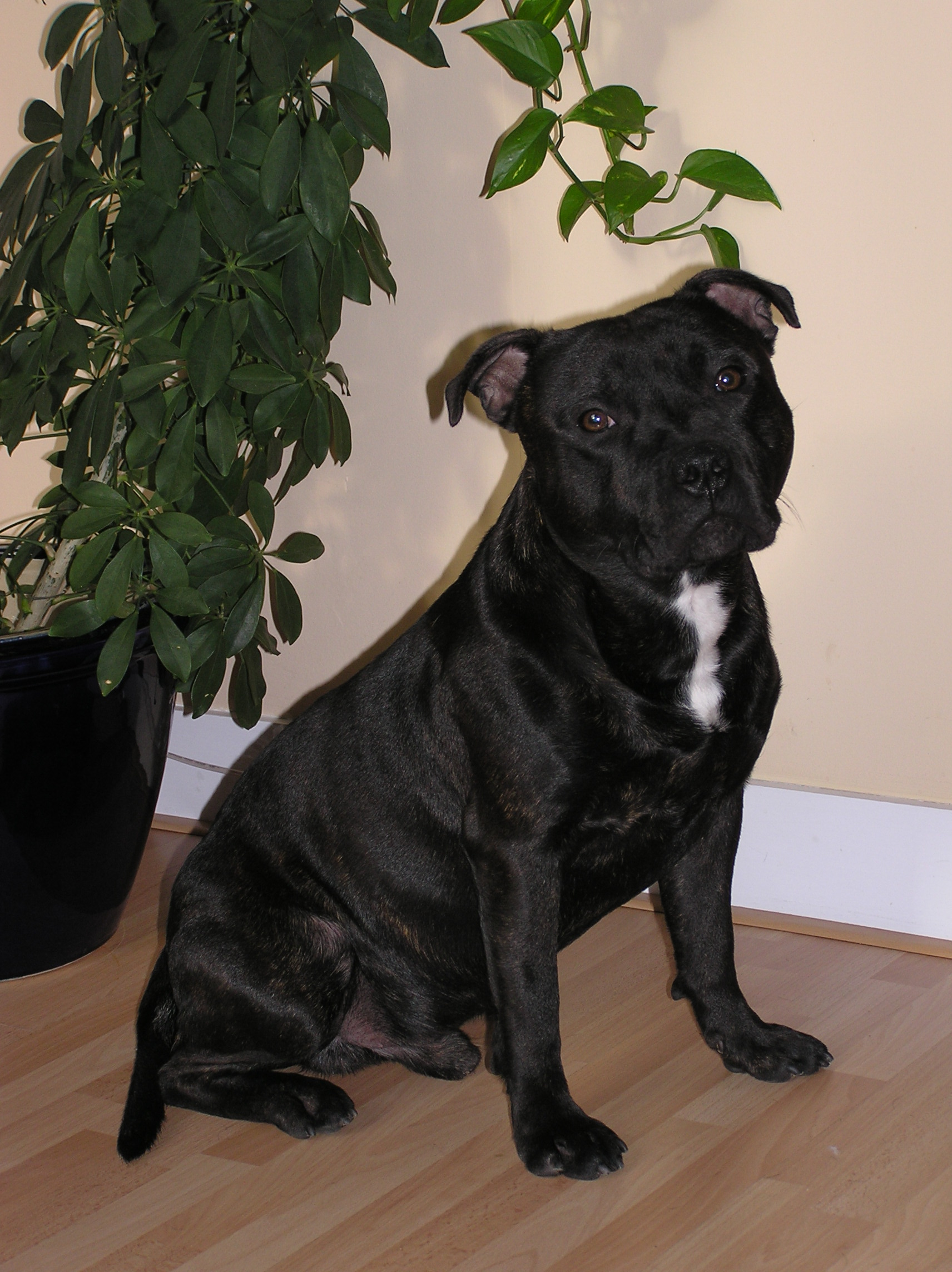
ブラック
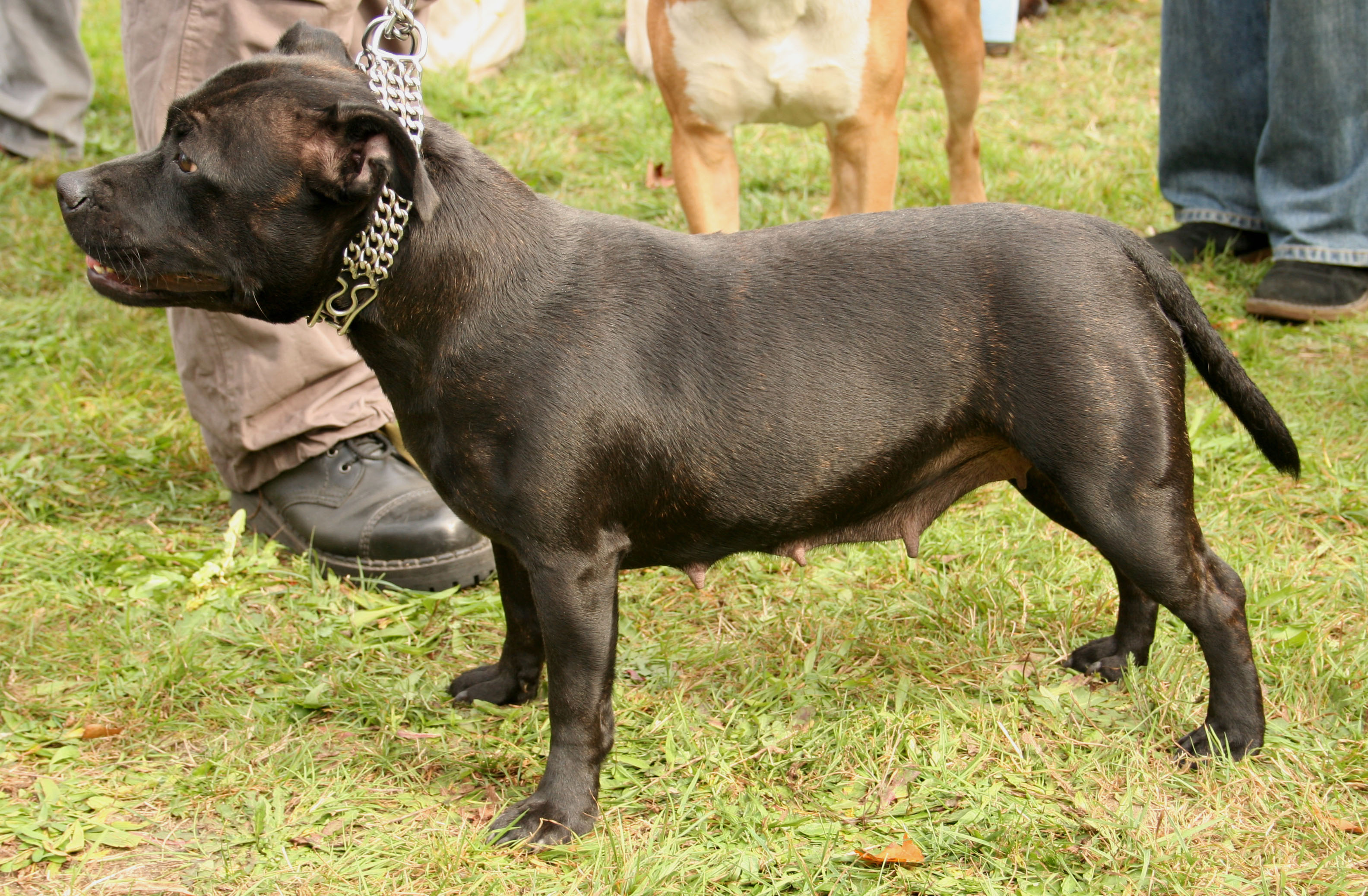
ブリンドル

## 事件・事故
2018年11月18日、イギリスのケンブリッジシャー、ヤックスリーで、飼い犬の6歳ほどのスタッフォードシャー・ブル・テリアのDottieが、生後14日の赤ちゃんの頭部を23ヶ所噛む事故が起き、赤ちゃんは同年12月に死亡。一家を訪れていたソーシャル・ワーカーは犬と赤ちゃんだけにしないように警告していたが、攻撃的な態度を見せたことがなく両親は大丈夫だと過信していたと指摘されている。両親は育児放棄で逮捕されたが、2020年12月に不起訴となった。